# -ene
Sufixul -ene este utilizat în chimia organică pentru a denumi compuși organici în care grupul -C=C- are cea mai mare prioritate conform regulilor de nomenclatură organică în limba engleză. Uneori, un număr între cratime este introdus înaintea sufixului pentru a indica poziția legăturii duble între acel atom și următorul atom din șir. Acest sufix provine din finalul cuvântului ethylene ( etilenă), care este cea mai simplă alchenă. Litera finală „-e” dispare atunci când este urmată de un sufix care începe cu o vocală, cum ar fi „-enal”, indicând un compus ce conține atât o legătură dublă -C=C-, cât și o grupă funcțională aldehidă. Dacă sufixul următor începe cu o consoană sau litera „y”, litera finală „-e” rămâne, cum ar fi în „-enediyne” (care include sufixul „-ene” și sufixul „-yne⁠(d)”, pentru un compus cu o legătură dublă și două legături triple).
Un prefix numeric grecesc înainte de „-ene” indică numărul de legături duble din compus, cum ar fi în butadiene (butadienă).
Sufixul „-ene” este folosit și în chimia anorganică pentru a indica un strat bidimensional de grosimea unui singur atom, cum ar fi în graphene (grafen), silicene (silicen), stanene (stanen), borophene (borofen), xenzophene (xenzofen) și germanene (germanen).